# Aguasay
Aguasay es una población del Estado Monagas en Venezuela. Es la capital del municipio Aguasay, fue fundada en 1769 por el Fraile Manuel de La Mata. Para el censo de 2011, se contabilizó una población de 11 856 habitantes para el municipio. Es conocida como Tierra de la Curagua. 
En noviembre de 2021, fue electo Eduardo Maurera del Movimiento Ecológico y demás factores políticos con un 50,06 %.

## Historia
El 30 de mayo de 2025, se registró el primer nacimiento en el Hospital Tipo I “Dr. José Gregorio Hernández”.

## Infraestructura

### Salud
La ciudad cuenta con el hospital “José Gregorio Hernández”, inaugurado el 21 de mayo de 2025, posee áreas de Emergencia, Ginecobstetricia.

## Cultura
La población es famosa por su tejido que se elabora a partir de una planta que se cultiva en esa población llamada Curagua.
El 2 de diciembre de 2015, la fibra y el tejido de la Curagua de Venezuela fue declarada Patrimonio Cultural Inmaterial de la Humanidad por la UNESCO en su reunión anual, realizada en Windhoek, capital de Namibia.

### Gastronomía
Un dulce que ha resaltado en Aguasay es el Helado de Moriche, que se elabora con la fruta de la palma de moriche.

### Festividades
En el municipio se realizan ferias y exposiciones agropecuarias, la festividad más representativa es la Feria de San José, patrono de la capital del municipio.

### Baile del Toro de Genarito
El Baile del Toro de Genarito es una manifestación folklórica tradicional del estado Monagas, especialmente asociada con la población de Aguasay. Esta expresión cultural forma parte de las parrandas populares de la región y combina elementos de danza, música y representación teatral.
La puesta en escena gira en torno a una historia festiva protagonizada por varios personajes: un toro, un médico veterinario, una enfermera, un torero, músicos y varias parejas de bailadores. Cada uno de ellos cumple un rol dentro de la narrativa, que suele desarrollarse con humor y simbolismo, evocando temas como la vida rural, la salud y la relación entre el hombre y la naturaleza.
Durante la celebración, se interpreta la canción del Toro de Genarito, una pieza emblemática que ha sido popularizada por el cantante Juliocesar Aguilera Simoza, oriundo de Aguasay. Su interpretación ha contribuido a preservar y difundir esta tradición, que continúa siendo una de las expresiones más representativas del acervo cultural monaguense.

## Sitios de interés
- La Cruz de Hierro, ubicado en la plaza La Entrada. Inaugurada el 3 de mayo de 2004, como símbolo de fe y de regocijo católico.
- Plaza Bolívar de Aguasay.
- Plaza La Entrada.
- Parque Infantil Los Maestros, construido donde funcionó la Escuela Unitaria 604.
- Manga de Coleo,
- Iglesia parroquial San José, original de 1769.
- Plaza La Biblia.
- Sede del Consejo Municipal, construido entre 1996 y 1999.
- Casa familiar de Aguilar, una antigua casona de la ciudad.
- Escuela Básica Antonio Ciliberto Pérez, construida en 1947.
- Complejo Cultural Doña Matilde Espinoza de González.
- Estadio de Beisbol de Aguasay.
- Mercado Público de Aguasay, construido en 1990.
- Parque Ferial de Aguasay.